# Danny Maddix
Daniel Shawn „Danny” Maddix (ur. 11 października 1967 w Ashford) – jamajski piłkarz występujący na pozycji obrońcy. Trener piłkarski.

## Kariera klubowa
Maddix karierę rozpoczynał w 1985 roku w zespole Tottenham Hotspur z Division One. W 1986 roku przebywał na wypożyczeniu w klubie Southend United z Division Four. Następnie wrócił do Tottenhamu, jednak w jego barwach nie rozegrał żadnego spotkania.
W 1987 roku Maddix przeszedł do Queens Park Rangers, także grającego w Division One. W lidze tej zadebiutował 28 listopada 1987 w przegranym 1:3 meczu z Sheffield Wednesday, a 15 października 1988 w wygranym 2:1 pojedynku z West Hamem strzelił pierwszego gola w Division One. W sezonie 1995/1996 spadł z zespołem z Premier League do Division One. W Queens Park Rangers grał do końca sezonu 2000/2001.
W 2001 roku Maddix odszedł do Sheffield Wednesday, także grającego w Division One. Występował tam przez dwa sezony, a potem grał w zespołach Conference National – Barnet oraz Grays Athletic. W 2006 roku zakończył karierę.
W Premier League rozegrał 188 spotkań i zdobył 7 bramek.

## Kariera reprezentacyjna
W 1998 roku Maddix wystąpił jeden raz w reprezentacji Jamajki.